# Foncquevillers Military Cemetery
Le Foncquevillers Military Cemetery  est un cimetière militaire de la Première Guerre mondiale, situé sur le territoire de la commune de Foncquevillers, dans le département du Pas-de-Calais, au sud-ouest d'Arras. Un autre cimetière britannique est implanté sur le territoire de la commune : le nouveau cimetière de Gommecourt Wood.

## Localisation
Ce cimetière est situé au nord-ouest du village, à 200 m du centre, à l'angle de la rue Bacon et du chemin des Soldats.

## Histoire

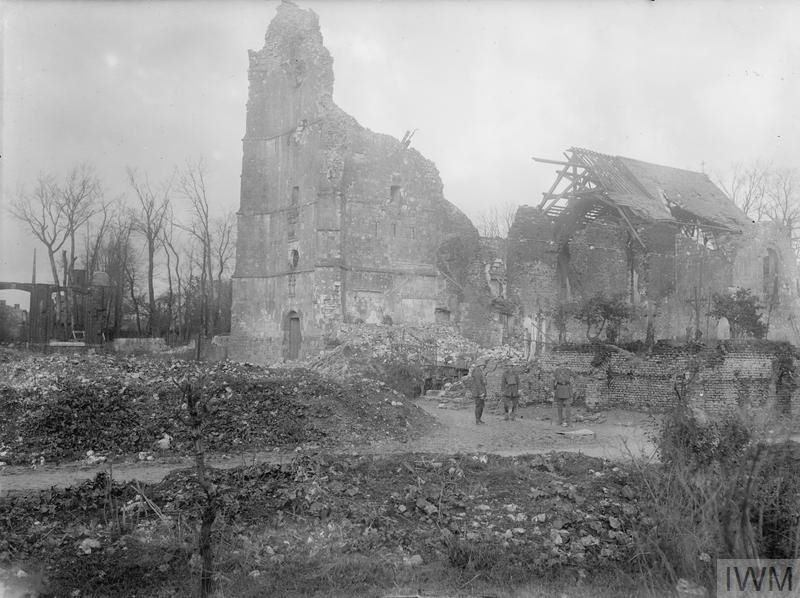
Les soldats britanniques dans les ruines de l'église de Foncquevillers en février 1917.

En 1915 et 1916, la ligne de front alliée passe juste entre les villages de Foncquevillers et Gommecourt. Le cimetière a été commencé par les troupes françaises et confié par la suite aux forces du Commonwealth.
Il resta utilisé par les unités et les ambulances de campagne jusqu'en mars 1917, les inhumations en juillet 1916 étant particulièrement nombreuses. Le cimetière fut à nouveau utilisé de mars à août 1918, lorsque l'offensive allemande ramena la ligne de front presque à son ancienne position.
Après l'armistice, des tombes ont été apportées de cimetières provisoires depuis les champs de bataille de 1916 et 1918 à l'est du village. Les 325 tombes militaires françaises ont été transportées à la nécropole nationale de la Targette près d'Arras. Le village de Foncquevillers a été « adopté » par la commune de Derby.
Le cimetière contient 648 sépultures du Commonwealth de la Première Guerre mondiale dont 53 ne sont pas identifiées. Il y a cinq aviateurs canadiens de la Seconde Guerre mondiale enterrés dans le cimetière, et quatre Allemands. Il y a aussi une sépulture française.

## Caractéristiques
Ce  vaste cimetière, au plan trapézoïdal dont le plus grand côté mesure 45 m, est entouré d'un muret de briques. Il a été conçu par Reginald Blomfield et Wilfred Clement Von Berg.

## Sépultures
| Pays             | Sépultures |
| ---------------- | ---------- |
| Royaume-Uni      | 630        |
| Nouvelle-Zélande | 12         |
| Australie        | 6          |
| Canada           | 5          |
| Allemagne        | 4          |
| France           | 1          |
| Total            | 658        |

## Galerie

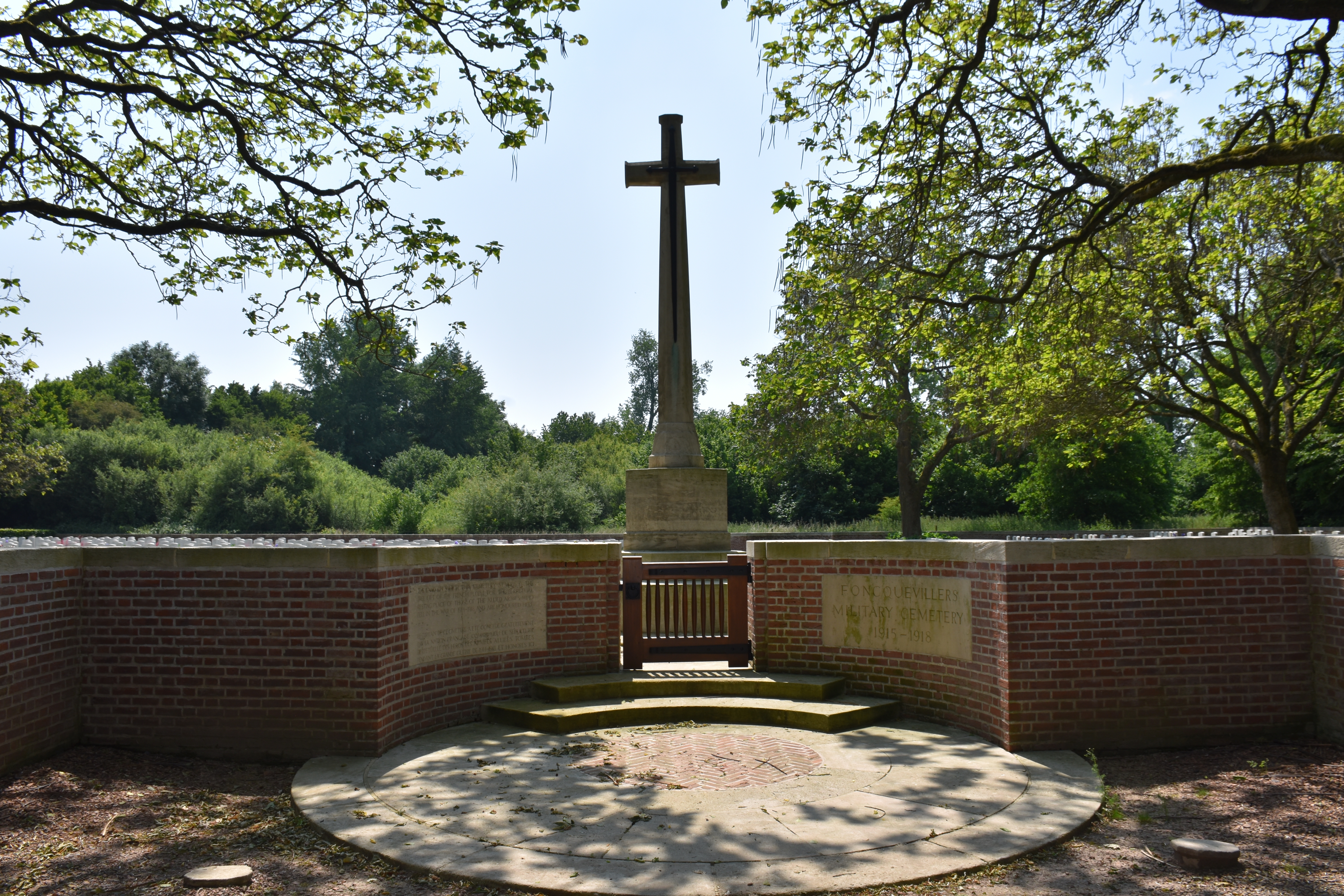
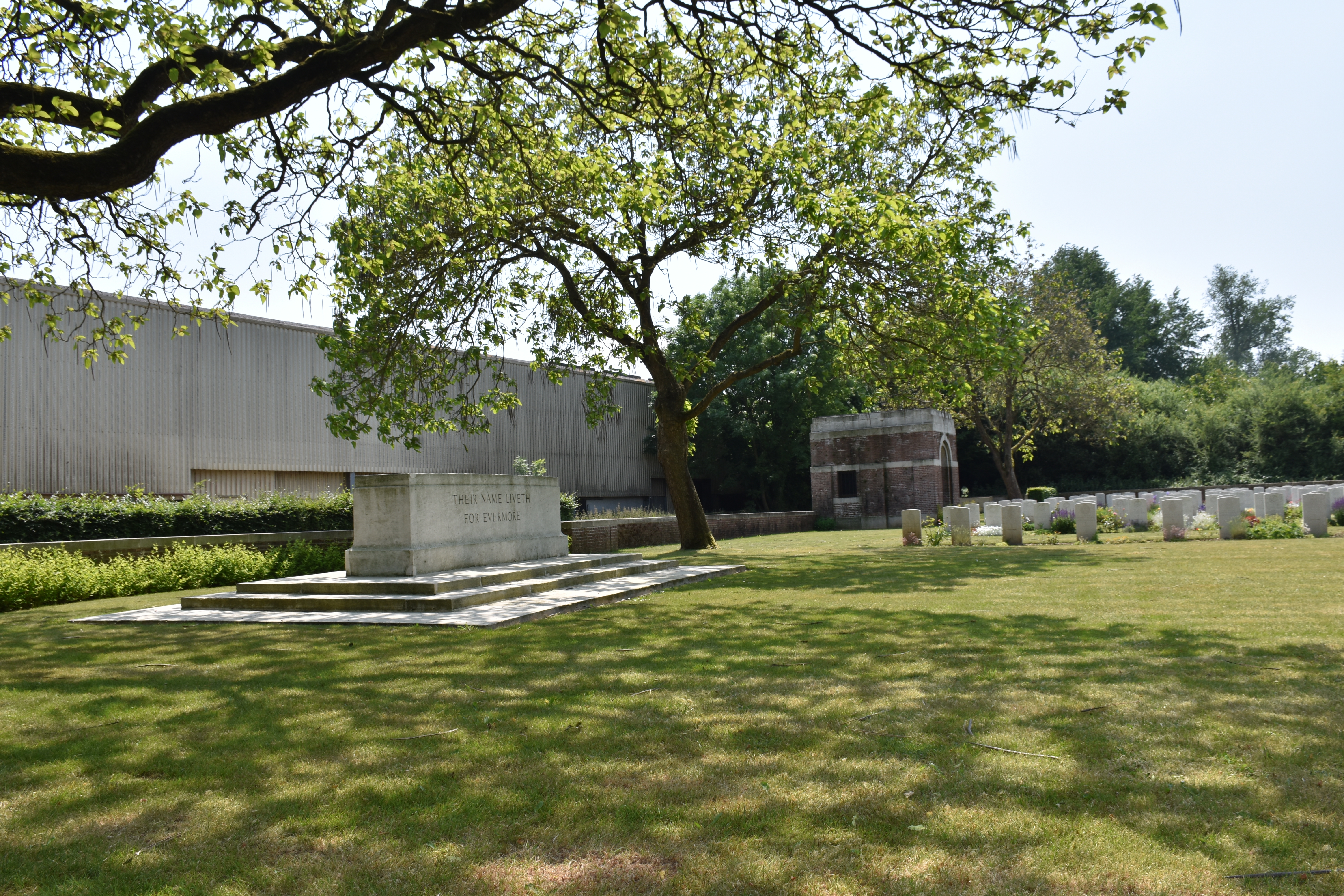
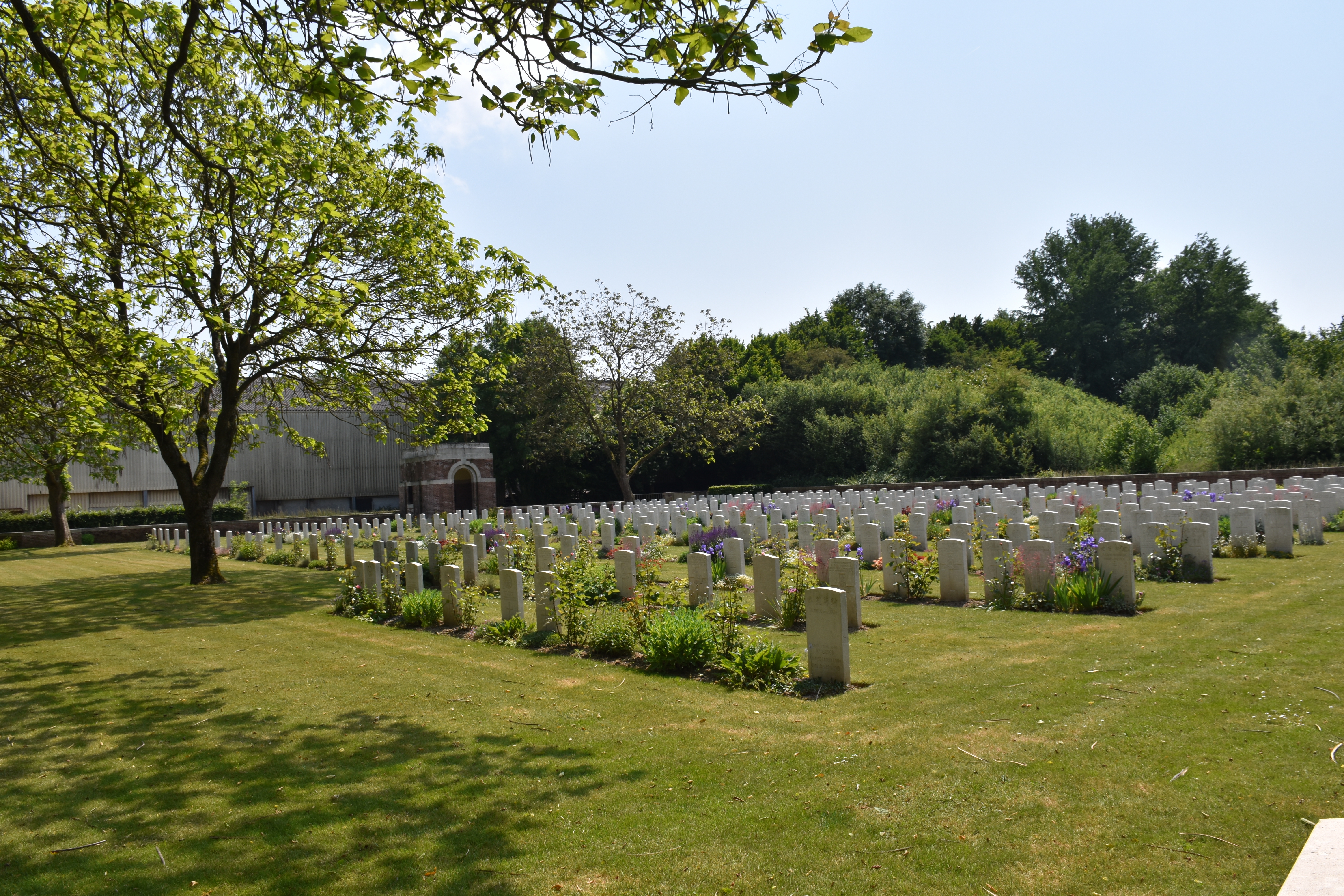
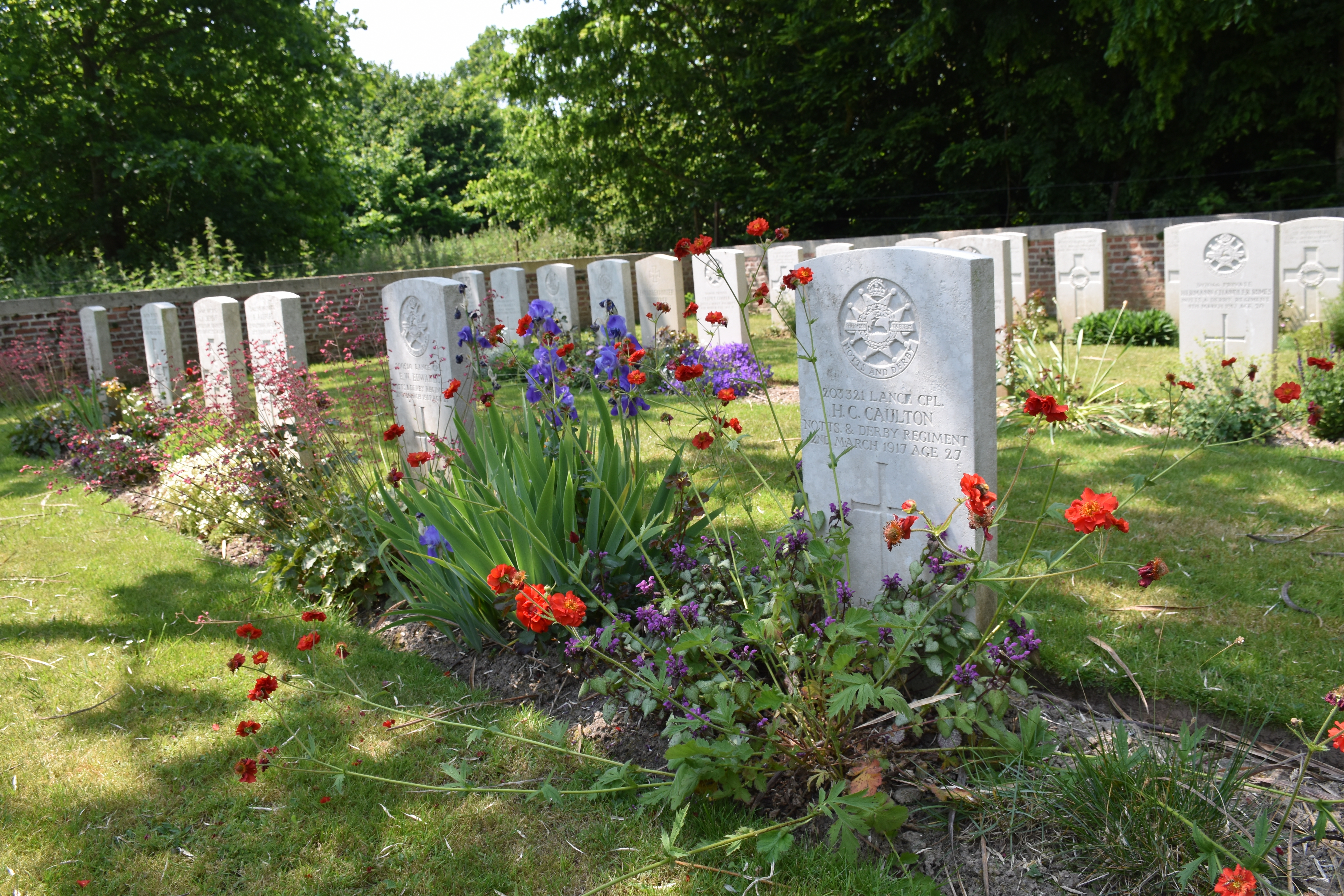
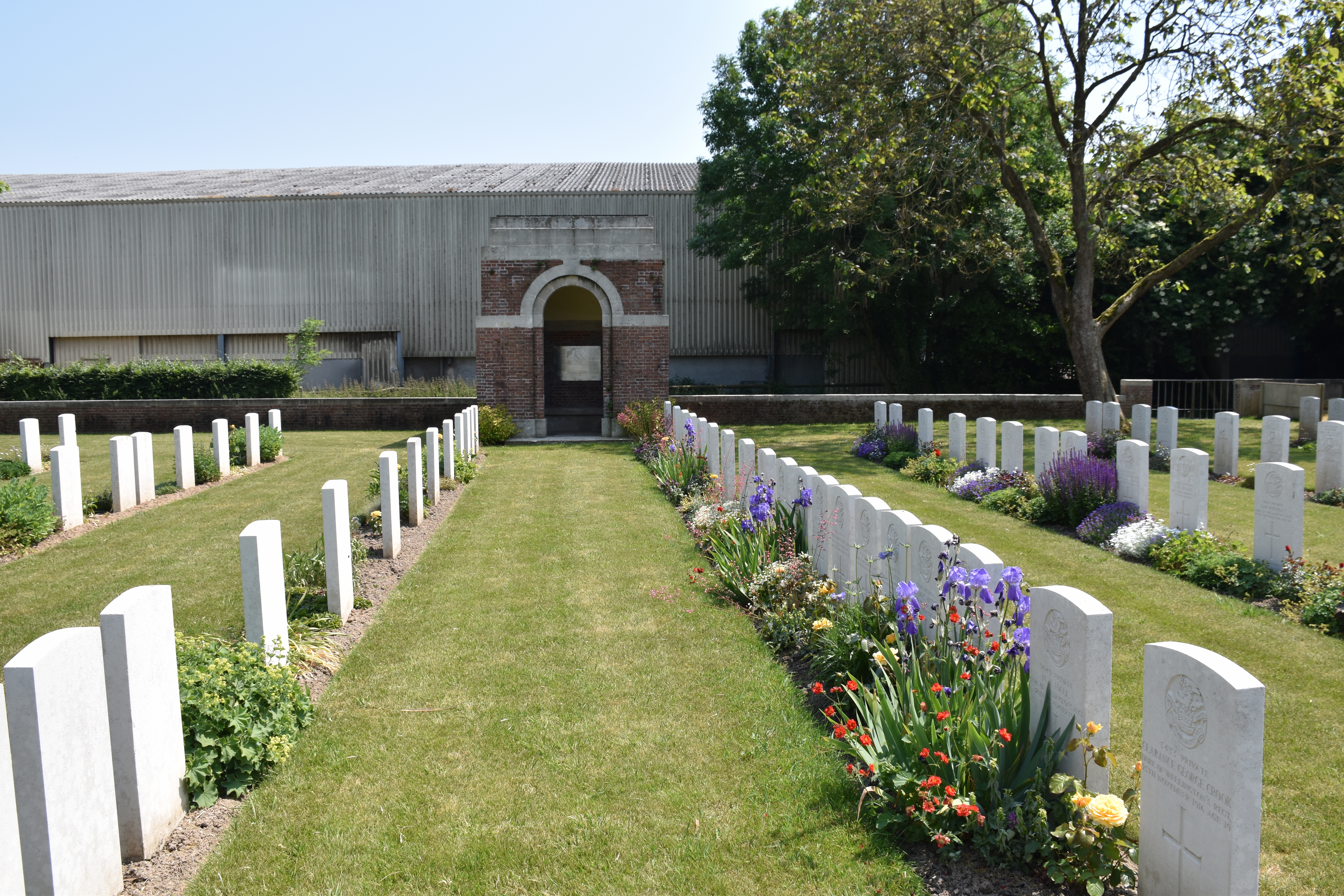
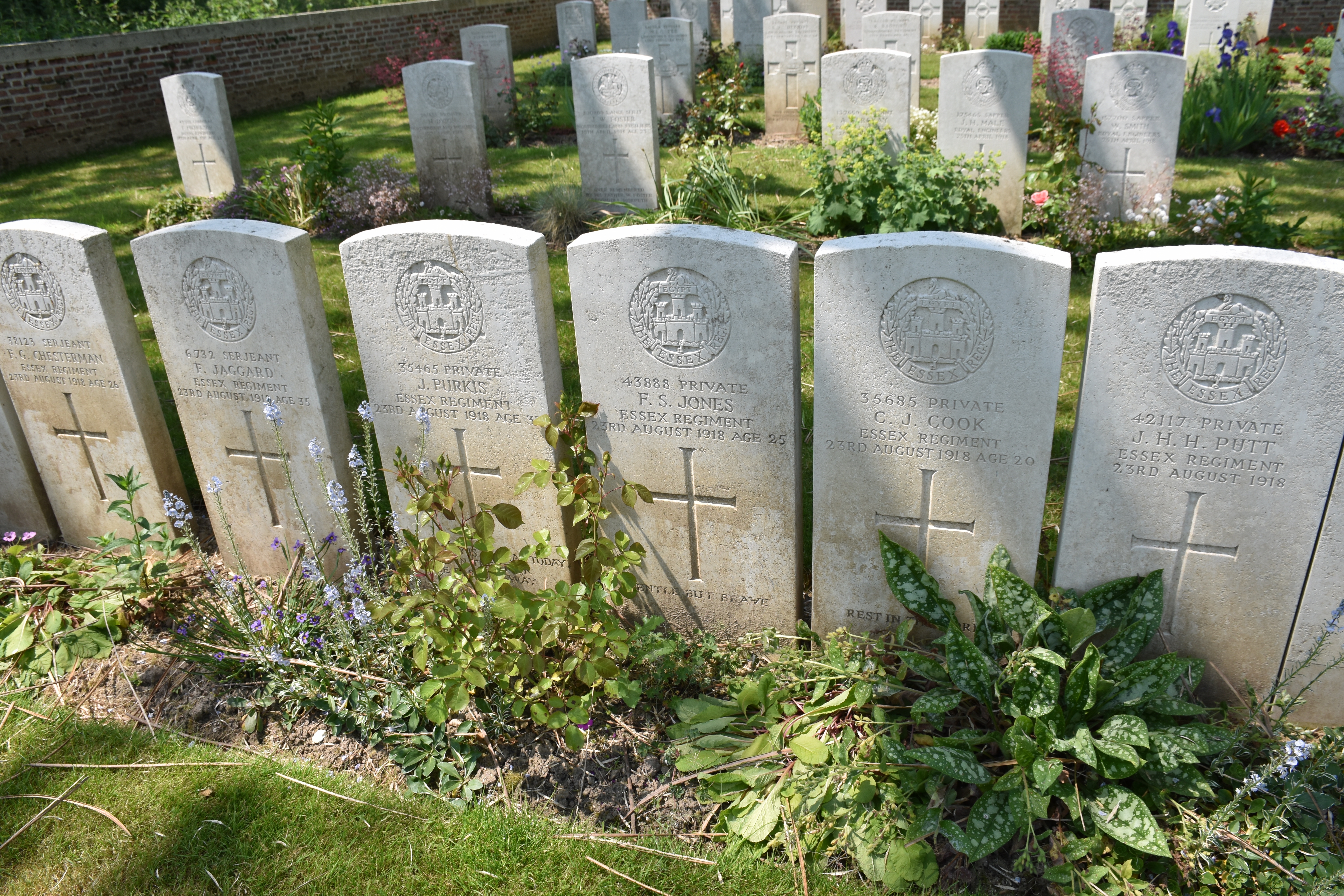
Tombes de six soldats de l'Essex Regiment tombés le 23 août 1918 lors de la percée des lignes allemandes.

## Pour approfondir